# L'Abîme des morts-vivants
L'Abîme des morts-vivants (ook Le Trésor des morts vivants; Spaanse titel: La tumba de los muertos vivientes; Engelse titel: Oasis of the Zombies) is een Frans-Spaanse horrorfilm uit 1982 van de Spaanse regisseur Jesús Franco. De film gaat over een schatjager die op zoek gaat naar een oude nazischat in een Afrikaanse woestijn, maar daar zombies tegenkomt.
De bewerkte Amerikaanse versie van de film bevindt zich in het publiek domein.

## Verhaal
Een expeditie op zoek naar een schat die tijdens de Tweede Wereldoorlog zou zijn begraven door het Duitse leger in de Afrikaanse woestijn, stuit op een leger nazi-zombies die het fort bewaken.

## Rolverdeling
| Acteur          | Personage                              |
| --------------- | -------------------------------------- |
| Manuel Gélin    | Robert Blabert                         |
| France Lomay    | Erika                                  |
| Jeff Montgomery | Ben                                    |
| Myriam Landson  | Kurt's vrouw                           |
| Lina Romay      | Kurt's vrouw (Spaanse versie)          |
| Eric Saint-Just | Ronald                                 |
| Caroline Audret | Sylvie                                 |
| Henri Lambert   | Kolonel Kurt Meitzell                  |
| Eduardo Fajardo | Kolonel Kurt Meitzell (Spaanse versie) |
| Antonio Mayans  | Sheik Mohamed Al-Kafir                 |
| Javier Maiza    | Captain Blabert                        |
| Albino Graziani | Prof. Deniken                          |
| Jesús Franco    | Zombie                                 |